# Aventure à Manhattan
Pour plus de détails, voir Fiche technique et Distribution.
Aventure à Manhattan (Adventure in Manhattan) est un film américain réalisé par Edward Ludwig, sorti en 1936.

## Synopsis
Un journaliste d'investigation, Georges Melville, est connu pour avoir prédit avec succès à la presse le jour et l'heure de certains cambriolages. Ses collègues de bureau montent un traquenard pour lui prouver qu'il n'est pas aussi doué qu'il le croit. La supercherie, à laquelle prend part Claire, une actrice de théâtre, est un franc succès ; la vérité est révélée à Georges. 
Mais cela n'est pas pour décourager Georges. Il est sur les traces d'un célèbre voleur dont il est persuadé qu'il ne va pas tarder à cambrioler une banque pour le diamant qu'elle contient dans son coffre-fort. 
Ni Georges ni Claire ne savent que le directeur du théâtre dans lequel travaille Claire, se trouve être le voleur en question et qu'il se prépare effectivement à cambrioler la banque par le sous-sol du théâtre à la faveur d'un bruyant spectacle théâtral retraçant une bataille de guerre, auquel participe Claire...

## Fiche technique
- Titre : Aventure à Manhattan
- Titre original : Adventure in Manhattan
- Réalisation : Edward Ludwig
- Scénario : Sidney Buchman, Harry Sauber et Jack Kirkland d'après une histoire de Joseph Krumgold et May Edginton
- Production : Everett Riskin (producteur associé)
- Société de production et de distribution : Columbia Pictures
- Musique : William Grant Still (non crédité)
- Photographie : Henry Freulich
- Montage : Otto Meyer
- Direction artistique : Stephen Goosson
- Costumes : Bernard Newman
- Pays de production : États-Unis
- Langue : Anglais
- Format : Noir et blanc - 35 mm - 1,37:1 - Son : Mono (Western Electric Noiseless Recording)
- Genre : Comédie policière
- Durée : 73 minutes
- Dates de sortie :
  - États-Unis : 8 octobre 1936
  - France 19 février 1937

## Distribution
- Jean Arthur :  Claire Peyton
- Joel McCrea :  George Melville
- Reginald Owen :  Blackton Gregory
- Thomas Mitchell :  Phil Bane
- Victor Kilian :  Mark Gibbs
- John Gallaudet :  McGuire
- Emmett Vogan :  Lorimer
- George Cooper :  Duncan
- Herman Bing :  Otto
- Robert Warwick :  Phillip Rupert

Acteurs non crédités
- Edward Earle : Jeff
- John Hamilton : un chef du FBI